# Erdődy-Landgut

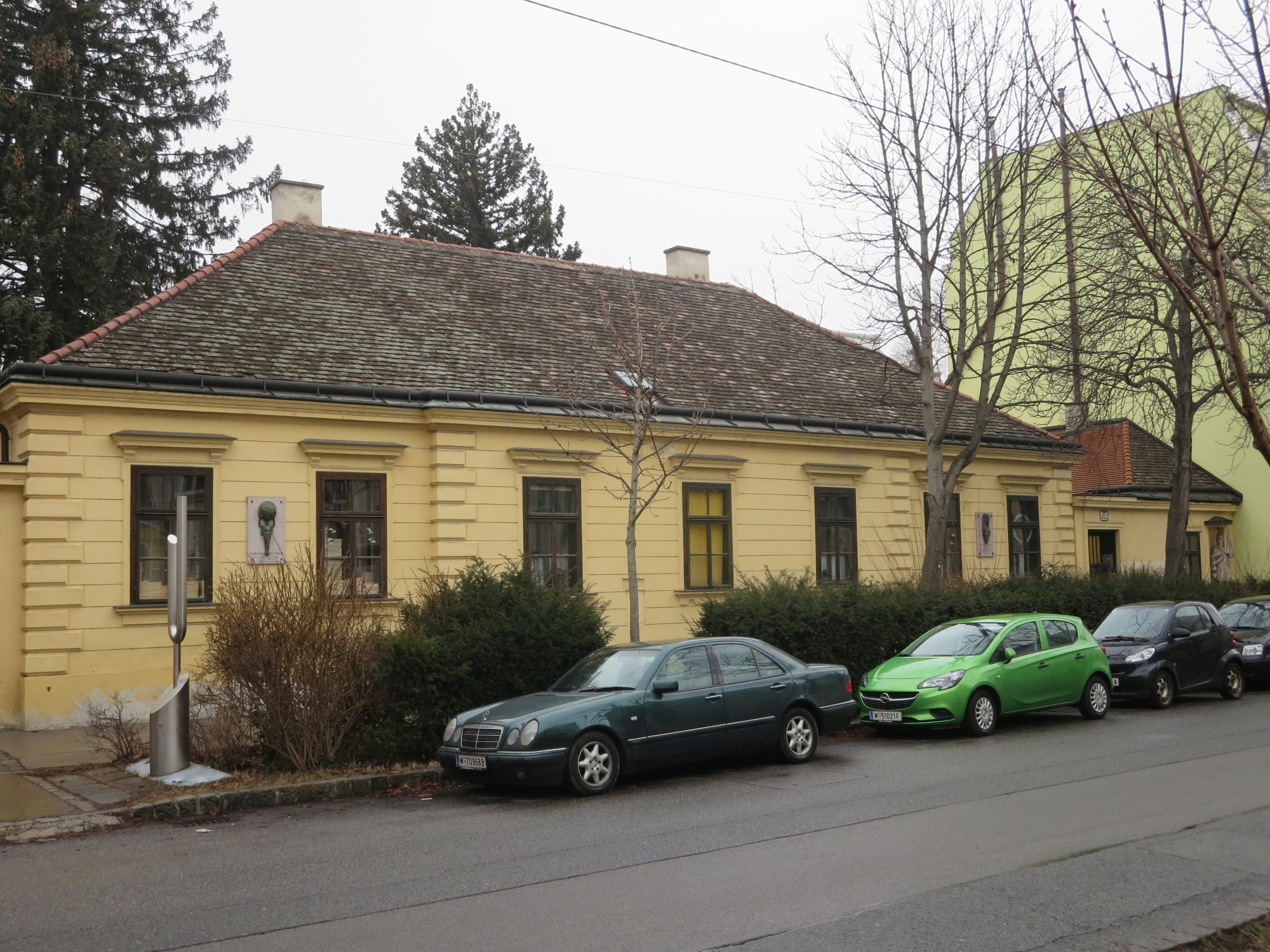
Gesamtansicht des Hauses

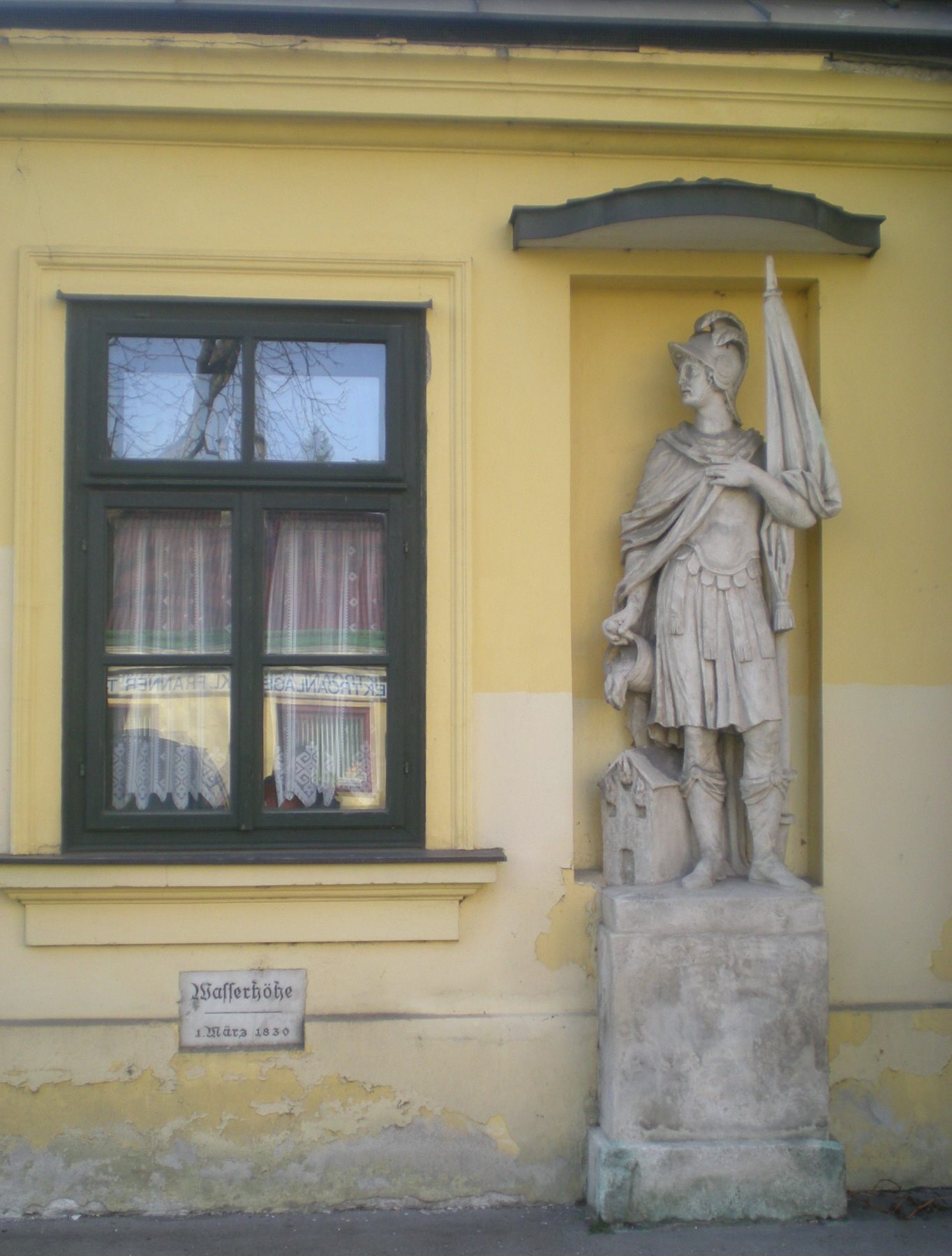
Hochwassermarke 1830 und Steinfigur hl. Florian

Das denkmalgeschützte Erdődy-Landgut, eine ehemalige Sommerfrische im Wiener Vorort Jedlesee nördlich der Donau, wurde bis 2013 als Beethoven-Gedenkstätte genutzt.
Das Landgut der ungarischen Magnatenfamilie Erdődy wurde in der damals selbständigen Gemeinde Jedlesee im Jahre 1795 erbaut und nach einem Brand im Jahre 1863 umgebaut. Der eingeschoßige traufständige Bau, wie damals alle Häuser der Jeneweingasse mit Mittelrisalit, Walmdach und einer schlichten Gliederung, hat gerade verdachte Fenster mit Schabrackenparamenten. An der Straßenfassade sind Reliefs aus dem Jahr 1927 des Bildhauers Oskar Icha zu Ludwig van Beethoven und zur Gastgeberin Gräfin Marie Erdődy. Die Fassade hat eine Hochwassermarke von 1830, der hofseitige Garten reichte damals bis an die Schwarze Lacke, eine Lacke, die bei Hochwasser der Donau zu einem fließenden Gewässer wurde. In einer Nische der Straßenfassade ist eine Steinfigur hl. Florian aus dem Ende des 18. Jahrhunderts. Im Flur steht ein Torso einer Johannes-Nepomuk-Figur aus dem 18. Jahrhundert.
Wegen eines Besitzerwechsels musste im Jahr 2012 das Museum geschlossen werden. Die Museumsobjekte wurden großteils in das Floridsdorfer Heimatmuseum verbracht.